# Leon Jaworski

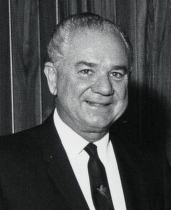
Leon Jaworski

Leon Jaworski (* 19. September 1905 in Waco, Texas; † 9. Dezember 1982 in Wimberley, Texas) war ein amerikanischer Jurist. Er war Nachfolger von Archibald Cox als Sonderermittler in der Watergate-Affäre.

## Leben und Leistungen
Jaworski wurde als Sohn der polnischen Einwanderer Joseph (Józef) und Marie (Mira) Jaworski, geborene Mira, in Waco geboren. Sein Vater war ein evangelischer Pfarrer. Er begann seine Ausbildung an der Law School der Baylor University in Waco, wo er 1925 seinen Bachelor of Laws erhielt. Hierauf setzte er sein Studium der Rechtswissenschaften an der Law School der George Washington University in Washington fort, wo er 1926 seinen Master of Laws erhielt. Bereits im Jahr 1925 wurde als Anwalt zugelassen. Er war der jüngste Anwalt, der je in Texas zugelassen wurde. 1931 trat er der Anwaltskanzlei Fulbright, Crooker, Freeman, and Bates bei, deren Partner er 1935 wurde. Jaworski war einer der führenden Anwälte des Landes und Präsident der „American College of Trial Lawyers“ (1961–1962), der „State Bar of Texas“ (1962–1963), sowie der „American Bar Association“ (1971–1972).
Im Zweiten Weltkrieg diente er als Jurist in der US-Armee. Nach dem Krieg ermittelte er in Deutschland gegen Kriegsverbrecher. Im Wiesbadener Hadamar-Prozess vom 8. bis 15. Oktober 1945 war er Chefankläger im Fall der Ermordung von 476 russischen und polnischen Zwangsarbeitern in der Tötungsanstalt Hadamar. Er verließ die Armee im Rang eines Colonels, um in Houston wieder in seiner Anwaltskanzlei, welche nun nur noch Fulbright and Jaworski hieß, zu arbeiten. Bedeutung erwarb er durch die Vertretung von Lyndon B. Johnson in einem Verfahren zur Zulässigkeit der gleichzeitigen Mitgliedschaft im US-Senat und der Vize-Präsidentschaft. 1962 ernannte ihn Robert F. Kennedy, damals US-Generalstaatsanwalt, zum Sonderstaatsanwalt in dem Fall gegen den Gouverneur von Mississippi Ross Barnett wegen des Verstoßes gegen das Gesetz zur Aufhebung der Rassentrennung. Nach der Ermordung von John F. Kennedy in Dallas im Jahr 1963 arbeitete Jaworski für die Warren-Kommission.
Im Oktober 1973 wurde Watergate-Sonderermittler Archibald Cox in dem so genannten Saturday Night Massacre entlassen. Er hatte versucht, Präsident Richard Nixon zur Herausgabe von Tonbandaufzeichnungssystemen aus dem Oval Office zu zwingen. Am 1. November 1973 wurde Jaworski von der amerikanischen Regierung unter Präsident Nixon zum Sonderermittler in der Watergate-Affäre ernannt. Maßgeblich für seine Ernennung war die Erwartung Nixons, Jaworski würde dessen Bemühungen, die Watergate-Ermittlungen zu behindern, nicht vereiteln. Diese Annahme war jedoch falsch. Jaworski, der den wesentlichen Teil der Mitarbeiter seines Amtsvorgängers behielt, setzte die Untersuchung der Korruption in der Nixon-Regierung fort. Er erzwang vor dem Supreme Court die Herausgabe der Tonbandaufnahmen aus dem Weißen Haus. Darunter auch das berühmte „Smoking-gun-Band“, welches bewies, dass Nixon persönlich befahl, die Ermittlungen der Justiz zu behindern.
Jaworski verstarb im Alter von 77 Jahren am 9. Dezember 1982 auf seiner Ranch in Wimberley. Er liegt auf dem „Memorial Oaks Cemetery Houston“ in Texas begraben.

## Veröffentlichungen (Auswahl)
- Leon Jaworski, Dick Schneider: Crossroads. D.C. Crook, Elgin, Illinois 1981, ISBN 978-0-89191-289-7, deutsch als Im Namen des Rechts. Brockhaus, Wuppertal 1982, ISBN 3-417-12289-9.
- Leon Jaworski: The Right and the Power. The Prosecution of Watergate. Reader’s Digest Press 1976, ISBN 0-883-49102-8.